# Jorge Costa Pires
Jorge da Costa Pires (Amares, Braga; 1 de abril de 1981) es un futbolista profesional portugués que juega como delantero. Él es un delantero veterano de Portugal

## Clubes
| Club              | País     | Año         |
| ----------------- | -------- | ----------- |
| Amares            | Portugal | 2000-2001   |
| Sporting Braga B  | Portugal | 2001-2004   |
| Portosantense     | Portugal | 2004-2005   |
| Amares            | Portugal | 2005-2006   |
| Pontassolense     | Portugal | 2006-2007   |
| Ribeirão          | Portugal | 2007 - 2008 |
| Vizela            | Portugal | 2008 - 2009 |
| Portimonense S.C. | Portugal | 2009 - 2011 |
| Aves              | Portugal | 2011 - 2012 |
| Feirense          | Portugal | 2012 - 2013 |
| Moreirense        | Portugal | 2013 - 2014 |
| Benfica Luanda    | Angola   | 2014        |
| Portimonense S.C. | Portugal | 2015 - 2018 |